# Elecciones provinciales de San Juan de 1962
Las elecciones generales de la provincia de San Juan de 1962 tuvieron lugar el domingo 18 de marzo del mencionado año, con el objetivo de renovar los cargos de gobernador y vicegobernador, así como las 34 bancas de la Cámara de Diputados provincial, componiendo los poderes ejecutivo y legislativo de la provincia para el período 1962-1966. Fueron las decimocuartas elecciones provinciales sanjuaninas desde la instauración del sufragio secreto. Se realizaron durante el período de la proscripción del peronismo o justicialismo de la vida política argentina. Sin embargo, el gobierno de Arturo Frondizi, de la Unión Cívica Radical Intransigente (UCRI), permitió que en las elecciones legislativas y provinciales se presentaran candidatos peronistas bajo otra denominación.
En San Juan, el peronismo local forjó una coalición con la Unión Cívica Radical Bloquista (UCR-B), partido escindido del radicalismo en la década de 1910 y adherido al peronismo entre 1947 y 1955. El candidato a gobernador del frente fue el bloquista Leopoldo Bravo. Sus competidores principales serían Ernesto Aubone, de la UCRI oficialista, y Alfredo Avelín de la Unión Cívica Radical Cruzada Renovadora (UCR-CR), una escisión de la UCRI. En los comicios participaron también la Unión Cívica Radical del Pueblo (UCRP), principal partido opositor a nivel nacional, y la Concentración Demócrata (CD), que agrupaba al conservadurismo provincial. De este modo, cuatro de los cinco partidos contendientes eran descendientes de la Unión Cívica Radical (UCR) y tenían su sello en el nombre.
La campaña fue tensa y el bloquismo fue acusado de tener orientaciones marxistas, principalmente debido a que Bravo era el único argentino (y último no soviético) conocido por haber mantenido una entrevista con Iósif Stalin en febrero de 1953. Sin embargo, el candidato bloquista-justicialista resultó elegido gobernador por estrecho margen con el 34,07% de los votos válidos contra el 27,36% de Aubone. Avelín se ubicó tercero con el 15,09%, siendo la primera de seis derrotas electorales (1962, 1963, 1973, 1983, 1991, y 1995) hasta finalmente ser electo gobernador en 1999. La UCRP obtuvo el cuarto puesto con un 12,39% y la Concentración Demócrata recibió el 9,59%. La participación fue del 89.00% del electorado registrado.
Bravo debía asumir su mandato el 1 de mayo de 1962. Sin embargo, no pudo hacerlo debido a que la provincia fue intervenida con el golpe de Estado del 29 de marzo, que derrocó al gobierno de Frondizi e impuso nuevamente las proscripciones que pesaban sobre el peronismo.

## Resultados

### Gobernador
| Candidato             | Partido         | Partido                                 | Votos   | %     |
| --------------------- | --------------- | --------------------------------------- | ------- | ----- |
| Leopoldo Bravo        |                 | Unión Cívica Radical Bloquista          | 54.497  | 34,07 |
| Ernesto R. Aubone     |                 | Unión Cívica Radical Intransigente      | 43.760  | 27,36 |
| Alfredo Avelín        |                 | Unión Cívica Radical Cruzada Renovadora | 24.132  | 15,09 |
| Ricardo Colombo       |                 | Unión Cívica Radical del Pueblo         | 19.815  | 12,39 |
| Alberto R. Costantini |                 | Concentración Demócrata                 | 15.333  | 9,59  |
| Pablo Gargiulo        |                 | Partido Demócrata Cristiano             | 2.409   | 1,51  |
|                       |                 |                                         |         |       |
| Votos positivos       | Votos positivos | Votos positivos                         | 159.946 | 99,46 |
| Votos en blanco       | Votos en blanco | Votos en blanco                         | 709     | 0,44  |
| Votos anulados        | Votos anulados  | Votos anulados                          | 157     | 0,10  |
| Total de votos        | Total de votos  | Total de votos                          | 160.812 | 100   |
| Fuente:               |                 |                                         |         |       |

### Vicegobernador
| Candidato                 | Partido         | Partido                                 | Votos   | %     |
| ------------------------- | --------------- | --------------------------------------- | ------- | ----- |
| Enrique Lorenzo Fernández |                 | Unión Cívica Radical Bloquista          | 54.476  | 34,07 |
| Enrique A. Moya Gil       |                 | Unión Cívica Radical Intransigente      | 43.713  | 27,34 |
| Emanuele O. Marino        |                 | Unión Cívica Radical Cruzada Renovadora | 24.126  | 15,09 |
| José Néstor Bulacios      |                 | Unión Cívica Radical del Pueblo         | 19.827  | 12,40 |
| Juan F. Lund              |                 | Concentración Demócrata                 | 15.352  | 9,60  |
| Carlos W. Godoy           |                 | Partido Demócrata Cristiano             | 2.415   | 1,51  |
|                           |                 |                                         |         |       |
| Votos positivos           | Votos positivos | Votos positivos                         | 159.909 | 99,46 |
| Votos en blanco           | Votos en blanco | Votos en blanco                         | 709     | 0,44  |
| Votos anulados            | Votos anulados  | Votos anulados                          | 157     | 0,10  |
| Total de votos            | Total de votos  | Total de votos                          | 160.775 | 100   |
| Fuente:                   |                 |                                         |         |       |

### Cámara de Diputados
| Partido         | Partido                                 | Votos   | %     | Bancas |
| --------------- | --------------------------------------- | ------- | ----- | ------ |
|                 | Unión Cívica Radical Bloquista          | 54.527  | 34,11 | 23/30  |
|                 | Unión Cívica Radical Intransigente      | 42.843  | 26,80 | 6/30   |
|                 | Unión Cívica Radical Cruzada Renovadora | 24.043  | 15,04 |        |
|                 | Unión Cívica Radical del Pueblo         | 20.552  | 12,86 | 1/30   |
|                 | Concentración Demócrata                 | 15.170  | 9,49  |        |
|                 | Partido Demócrata Cristiano             | 2.722   | 1,70  |        |
|                 |                                         |         |       |        |
| Votos positivos | Votos positivos                         | 159.857 | 99,43 |        |
| Votos en blanco | Votos en blanco                         | 709     | 0,44  |        |
| Votos anulados  | Votos anulados                          | 157     | 0,10  |        |
| Total de votos  | Total de votos                          | 160.775 | 100   |        |
| Fuente:         |                                         |         |       |        |

#### Resultados por circunscripciones
| 1.ª Circunscripción, Capital 1 Diputado                   | 1.ª Circunscripción, Capital 1 Diputado | 1.ª Circunscripción, Capital 1 Diputado | 1.ª Circunscripción, Capital 1 Diputado | 1.ª Circunscripción, Capital 1 Diputado |
| Candidato                                                 | Partido                                 | Partido                                 | Votos                                   | %                                       |
| --------------------------------------------------------- | --------------------------------------- | --------------------------------------- | --------------------------------------- | --------------------------------------- |
| Juan Torcivia                                             |                                         | Unión Cívica Radical Intransigente      | 1.184                                   | 38,00                                   |
| Américo Aguiar Vázquez                                    |                                         | Unión Cívica Radical del Pueblo         | 545                                     | 17,49                                   |
| Mario A. Sambrizzi                                        |                                         | Concentración Demócrata                 | 544                                     | 17,46                                   |
| César Ildefonso Camargo                                   |                                         | Unión Cívica Radical Bloquista          | 538                                     | 17,27                                   |
| Hugo Mario Figueroa                                       |                                         | Unión Cívica Radical Cruzada Renovadora | 170                                     | 5,46                                    |
| Pedro Bayúgar Segovia                                     |                                         | Partido Demócrata Cristiano             | 135                                     | 4,33                                    |
|                                                           |                                         |                                         |                                         |                                         |
| Votos positivos                                           | Votos positivos                         | Votos positivos                         | 3.116                                   |                                         |
| 2.ª Circunscripción, Capital 1 Diputado                   |                                         |                                         |                                         |                                         |
| Candidato                                                 | Partido                                 | Partido                                 | Votos                                   | %                                       |
| Julio Eduardo Vita                                        |                                         | Unión Cívica Radical Intransigente      | 606                                     | 36,29                                   |
| Antonio Venustio Carelli                                  |                                         | Unión Cívica Radical del Pueblo         | 333                                     | 19,94                                   |
| Raúl Baca                                                 |                                         | Concentración Demócrata                 | 311                                     | 18,62                                   |
| Adilio Nazareno Sampaolesi                                |                                         | Unión Cívica Radical Bloquista          | 289                                     | 17,31                                   |
| Washington Juvenal Rodríguez                              |                                         | Unión Cívica Radical Cruzada Renovadora | 83                                      | 4,97                                    |
| Alfonso Plana                                             |                                         | Partido Demócrata Cristiano             | 48                                      | 2,87                                    |
|                                                           |                                         |                                         |                                         |                                         |
| Votos positivos                                           | Votos positivos                         | Votos positivos                         | 1.670                                   |                                         |
| 3.ª Circunscripción, Capital 1 Diputado                   |                                         |                                         |                                         |                                         |
| Candidato                                                 | Partido                                 | Partido                                 | Votos                                   | %                                       |
| José Spollanky                                            |                                         | Unión Cívica Radical Intransigente      | 1.403                                   | 35,52                                   |
| Luis Alfredo Olson                                        |                                         | Unión Cívica Radical Bloquista          | 823                                     | 20,84                                   |
| Alejandro Aubone Q.                                       |                                         | Concentración Demócrata                 | 646                                     | 16,35                                   |
| Adalberto S. Herrera                                      |                                         | Unión Cívica Radical del Pueblo         | 618                                     | 15,65                                   |
| Raúl Pedro Marcos Llorca                                  |                                         | Unión Cívica Radical Cruzada Renovadora | 325                                     | 8,23                                    |
| José Pantano                                              |                                         | Partido Demócrata Cristiano             | 135                                     | 3,42                                    |
|                                                           |                                         |                                         |                                         |                                         |
| Votos positivos                                           | Votos positivos                         | Votos positivos                         | 3.950                                   |                                         |
| 4.ª Circunscripción, Capital 1 Diputado                   |                                         |                                         |                                         |                                         |
| Candidato                                                 | Partido                                 | Partido                                 | Votos                                   | %                                       |
| Luis Cattani                                              |                                         | Unión Cívica Radical Bloquista          | 3.443                                   | 31,43                                   |
| Roberto José Gutiérrez                                    |                                         | Unión Cívica Radical Intransigente      | 3.396                                   | 31,00                                   |
| Pedro Juan Segatti                                        |                                         | Unión Cívica Radical Cruzada Renovadora | 1.737                                   | 15,85                                   |
| Andrés Adolfo Gambina                                     |                                         | Unión Cívica Radical del Pueblo         | 1.276                                   | 11,65                                   |
| Oscar A. Noguera                                          |                                         | Concentración Demócrata                 | 791                                     | 7,22                                    |
| Adán Cástulo Agüero                                       |                                         | Partido Demócrata Cristiano             | 313                                     | 2,86                                    |
|                                                           |                                         |                                         |                                         |                                         |
| Votos positivos                                           | Votos positivos                         | Votos positivos                         | 10.956                                  |                                         |
| 5.ª Circunscripción, Capital 1 Diputado                   |                                         |                                         |                                         |                                         |
| Candidato                                                 | Partido                                 | Partido                                 | Votos                                   | %                                       |
| Eduardo Roque Bazán Agrás                                 |                                         | Unión Cívica Radical Bloquista          | 2.499                                   | 39,55                                   |
| Julio César Sevilla                                       |                                         | Unión Cívica Radical Intransigente      | 1.754                                   | 27,76                                   |
| Cayetano Carlos Pineda                                    |                                         | Unión Cívica Radical Cruzada Renovadora | 850                                     | 13,45                                   |
| Víctor Federico Bazán                                     |                                         | Unión Cívica Radical del Pueblo         | 684                                     | 10,83                                   |
| Alejandro F. Sánchez                                      |                                         | Concentración Demócrata                 | 371                                     | 5,87                                    |
| Santiago Bailón                                           |                                         | Partido Demócrata Cristiano             | 160                                     | 2,53                                    |
|                                                           |                                         |                                         |                                         |                                         |
| Votos positivos                                           | Votos positivos                         | Votos positivos                         | 6.318                                   |                                         |
| 6.ª Circunscripción, Capital 1 Diputado                   |                                         |                                         |                                         |                                         |
| Candidato                                                 | Partido                                 | Partido                                 | Votos                                   | %                                       |
| Ruperto Honorio Godoy                                     |                                         | Unión Cívica Radical Bloquista          | 2.607                                   | 37,27                                   |
| Aldo Federico Ojeda                                       |                                         | Unión Cívica Radical Intransigente      | 2.065                                   | 29,52                                   |
| Fabián Segundo Svriz                                      |                                         | Unión Cívica Radical Cruzada Renovadora | 915                                     | 13,08                                   |
| Enrique Pérez Sarmiento                                   |                                         | Unión Cívica Radical del Pueblo         | 691                                     | 9,88                                    |
| Jacinto Barros                                            |                                         | Concentración Demócrata                 | 542                                     | 7,75                                    |
| Marcelo Esteban Riofrío                                   |                                         | Partido Demócrata Cristiano             | 175                                     | 2,50                                    |
|                                                           |                                         |                                         |                                         |                                         |
| Votos positivos                                           | Votos positivos                         | Votos positivos                         | 6.995                                   |                                         |
| 7.ª Circunscripción, Capital 1 Diputado                   |                                         |                                         |                                         |                                         |
| Candidato                                                 | Partido                                 | Partido                                 | Votos                                   | %                                       |
| Julio César Vergara                                       |                                         | Unión Cívica Radical Bloquista          | 3.256                                   | 37,08                                   |
| Fermín Ortega                                             |                                         | Unión Cívica Radical Intransigente      | 2.506                                   | 28,54                                   |
| Fernando Teófilo Martínez                                 |                                         | Unión Cívica Radical Cruzada Renovadora | 1.314                                   | 14,97                                   |
| Gaspar Areche                                             |                                         | Unión Cívica Radical del Pueblo         | 847                                     | 9,65                                    |
| Julio R. Aguiar F.                                        |                                         | Concentración Demócrata                 | 694                                     | 7,90                                    |
| Joaquín Lombardo                                          |                                         | Partido Demócrata Cristiano             | 163                                     | 1,86                                    |
|                                                           |                                         |                                         |                                         |                                         |
| Votos positivos                                           | Votos positivos                         | Votos positivos                         | 8.780                                   |                                         |
| 8.ª Circunscripción, Capital 1 Diputado                   |                                         |                                         |                                         |                                         |
| Candidato                                                 | Partido                                 | Partido                                 | Votos                                   | %                                       |
| Jorge Hugo Rovira                                         |                                         | Unión Cívica Radical Intransigente      | 3.360                                   | 31,05                                   |
| Daniel Laciar                                             |                                         | Unión Cívica Radical Bloquista          | 3.108                                   | 28,72                                   |
| Pascual Carlos Olivares                                   |                                         | Unión Cívica Radical Cruzada Renovadora | 1.579                                   | 14,59                                   |
| Alfredo C. Calderón                                       |                                         | Unión Cívica Radical del Pueblo         | 1.390                                   | 12,85                                   |
| José Plana Sánchez                                        |                                         | Concentración Demócrata                 | 1.022                                   | 9,44                                    |
| Enzo Valentín Manzini                                     |                                         | Partido Demócrata Cristiano             | 362                                     | 3,35                                    |
|                                                           |                                         |                                         |                                         |                                         |
| Votos positivos                                           | Votos positivos                         | Votos positivos                         | 10.821                                  |                                         |
| 9.ª Circunscripción, Chimbas 1 Diputado                   |                                         |                                         |                                         |                                         |
| Candidato                                                 | Partido                                 | Partido                                 | Votos                                   | %                                       |
| Ignacio Tomás Castro                                      |                                         | Unión Cívica Radical Bloquista          | 2.654                                   | 43,44                                   |
| Nicolás Sebastián González                                |                                         | Unión Cívica Radical Intransigente      | 1.540                                   | 25,21                                   |
| Ramón Eudoro Palacios                                     |                                         | Unión Cívica Radical Cruzada Renovadora | 892                                     | 14,60                                   |
| Ramón Rufino Acosta                                       |                                         | Unión Cívica Radical del Pueblo         | 578                                     | 9,46                                    |
| Salvador E. Merenda                                       |                                         | Concentración Demócrata                 | 375                                     | 6,14                                    |
| Pedro Guirado                                             |                                         | Partido Demócrata Cristiano             | 70                                      | 1,15                                    |
|                                                           |                                         |                                         |                                         |                                         |
| Votos positivos                                           | Votos positivos                         | Votos positivos                         | 6.109                                   |                                         |
| 10.ª Circunscripción, Santa Lucía y 9 de Julio 1 Diputado |                                         |                                         |                                         |                                         |
| Candidato                                                 | Partido                                 | Partido                                 | Votos                                   | %                                       |
| Carlos Umberto Viviani                                    |                                         | Unión Cívica Radical Bloquista          | 4.579                                   | 33,73                                   |
| Antonio Morán García                                      |                                         | Unión Cívica Radical Intransigente      | 3.719                                   | 27,39                                   |
| Marcelo Cornelio Guillén                                  |                                         | Unión Cívica Radical Cruzada Renovadora | 2.263                                   | 16,67                                   |
| Faustino Rogelio Sisterna                                 |                                         | Unión Cívica Radical del Pueblo         | 1.478                                   | 10,89                                   |
| Camilo Pérez Videla                                       |                                         | Concentración Demócrata                 | 1.248                                   | 9,19                                    |
| Jorge Ernesto Riofrío                                     |                                         | Partido Demócrata Cristiano             | 289                                     | 2,13                                    |
|                                                           |                                         |                                         |                                         |                                         |
| Votos positivos                                           | Votos positivos                         | Votos positivos                         | 13.576                                  |                                         |
| 11.ª Circunscripción, Rawson 1 Diputado                   |                                         |                                         |                                         |                                         |
| Candidato                                                 | Partido                                 | Partido                                 | Votos                                   | %                                       |
| José Rolando Sancassani                                   |                                         | Unión Cívica Radical Bloquista          | 4.566                                   | 39,46                                   |
| Armando Miguel Prato                                      |                                         | Unión Cívica Radical Cruzada Renovadora | 3.045                                   | 26,31                                   |
| Marcelo Villavicencio                                     |                                         | Unión Cívica Radical Intransigente      | 2.452                                   | 21,19                                   |
| Miguel Sánchez Rodríguez                                  |                                         | Unión Cívica Radical del Pueblo         | 804                                     | 6,95                                    |
| Ángel Romeo Ríos                                          |                                         | Concentración Demócrata                 | 538                                     | 4,65                                    |
| Pablo Roque Gordillo                                      |                                         | Partido Demócrata Cristiano             | 167                                     | 1,44                                    |
|                                                           |                                         |                                         |                                         |                                         |
| Votos positivos                                           | Votos positivos                         | Votos positivos                         | 11.572                                  |                                         |
| 12.ª Circunscripción, Rawson 1 Diputado                   |                                         |                                         |                                         |                                         |
| Candidato                                                 | Partido                                 | Partido                                 | Votos                                   | %                                       |
| Onofre Sansó                                              |                                         | Unión Cívica Radical Intransigente      | 1.836                                   | 28,55                                   |
| Jorge Abelín                                              |                                         | Unión Cívica Radical Cruzada Renovadora | 1.804                                   | 28,05                                   |
| Guillermo Girino                                          |                                         | Unión Cívica Radical Bloquista          | 1.583                                   | 24,62                                   |
| Valentín Orellano                                         |                                         | Unión Cívica Radical del Pueblo         | 540                                     | 8,40                                    |
| Juan Antonio Laspiur                                      |                                         | Concentración Demócrata                 | 530                                     | 8,24                                    |
| Hipólito Pedernera                                        |                                         | Partido Demócrata Cristiano             | 138                                     | 2,15                                    |
|                                                           |                                         |                                         |                                         |                                         |
| Votos positivos                                           | Votos positivos                         | Votos positivos                         | 6.431                                   |                                         |
| 13.ª Circunscripción, Pocito 1 Diputado                   |                                         |                                         |                                         |                                         |
| Candidato                                                 | Partido                                 | Partido                                 | Votos                                   | %                                       |
| Manuel R. Díaz                                            |                                         | Unión Cívica Radical Bloquista          | 3.100                                   | 31,33                                   |
| Nemesio Benjamín Abasolo                                  |                                         | Unión Cívica Radical Cruzada Renovadora | 2.762                                   | 27,91                                   |
| Carmelo Panetta                                           |                                         | Unión Cívica Radical Intransigente      | 1.790                                   | 18,09                                   |
| Ramón Walter Vedia                                        |                                         | Unión Cívica Radical del Pueblo         | 1.226                                   | 12,39                                   |
| Antonio Ochoa                                             |                                         | Concentración Demócrata                 | 903                                     | 9,12                                    |
| Rómulo Segundo Quadri                                     |                                         | Partido Demócrata Cristiano             | 115                                     | 1,16                                    |
|                                                           |                                         |                                         |                                         |                                         |
| Votos positivos                                           | Votos positivos                         | Votos positivos                         | 9.896                                   |                                         |
| 14.ª Circunscripción, Caucete 1 Diputado                  |                                         |                                         |                                         |                                         |
| Candidato                                                 | Partido                                 | Partido                                 | Votos                                   | %                                       |
| Luis Heriberto Sánchez                                    |                                         | Unión Cívica Radical Bloquista          | 699                                     | 30,96                                   |
| Valentín Plaza                                            |                                         | Unión Cívica Radical Intransigente      | 622                                     | 27,55                                   |
| Manuel Andrés González                                    |                                         | Unión Cívica Radical Cruzada Renovadora | 326                                     | 14,44                                   |
| Manuel A. Vera Correa                                     |                                         | Concentración Demócrata                 | 325                                     | 14,39                                   |
| Fernando Canto                                            |                                         | Unión Cívica Radical del Pueblo         | 279                                     | 12,36                                   |
| Luis Manzur                                               |                                         | Partido Demócrata Cristiano             | 7                                       | 0,31                                    |
|                                                           |                                         |                                         |                                         |                                         |
| Votos positivos                                           | Votos positivos                         | Votos positivos                         | 2.258                                   |                                         |
| 15.ª Circunscripción, Caucete 1 Diputado                  |                                         |                                         |                                         |                                         |
| Candidato                                                 | Partido                                 | Partido                                 | Votos                                   | %                                       |
| Carlos Rolando Bustos                                     |                                         | Unión Cívica Radical Bloquista          | 2.948                                   | 36,27                                   |
| Domingo Arcángel Lobos                                    |                                         | Unión Cívica Radical Intransigente      | 1.739                                   | 21,39                                   |
| Salvador Falivene                                         |                                         | Unión Cívica Radical del Pueblo         | 1.268                                   | 15,60                                   |
| José Hugo Torres                                          |                                         | Unión Cívica Radical Cruzada Renovadora | 1.093                                   | 13,45                                   |
| Juan E. Sarich                                            |                                         | Concentración Demócrata                 | 1.046                                   | 12,87                                   |
| Rolando Vera                                              |                                         | Partido Demócrata Cristiano             | 35                                      | 0,43                                    |
|                                                           |                                         |                                         |                                         |                                         |
| Votos positivos                                           | Votos positivos                         | Votos positivos                         | 8.129                                   |                                         |
| 16.ª Circunscripción, Angaco 1 Diputado                   |                                         |                                         |                                         |                                         |
| Candidato                                                 | Partido                                 | Partido                                 | Votos                                   | %                                       |
| Antonio Nicolás Harica                                    |                                         | Unión Cívica Radical Bloquista          | 1.128                                   | 30,59                                   |
| Pedro Horacio Olivera                                     |                                         | Unión Cívica Radical del Pueblo         | 1.030                                   | 27,93                                   |
| Nelio Gutiérrez                                           |                                         | Unión Cívica Radical Intransigente      | 837                                     | 22,70                                   |
| Francisco López                                           |                                         | Unión Cívica Radical Cruzada Renovadora | 437                                     | 11,85                                   |
| Fortunato Cordero                                         |                                         | Concentración Demócrata                 | 203                                     | 5,50                                    |
| Francisco Bernabé Moreno                                  |                                         | Partido Demócrata Cristiano             | 53                                      | 1,44                                    |
|                                                           |                                         |                                         |                                         |                                         |
| Votos positivos                                           | Votos positivos                         | Votos positivos                         | 3.688                                   |                                         |
| 17.ª Circunscripción, San Martín 1 Diputado               |                                         |                                         |                                         |                                         |
| Candidato                                                 | Partido                                 | Partido                                 | Votos                                   | %                                       |
| Ramón Pablo Rojas                                         |                                         | Unión Cívica Radical Bloquista          | 1.130                                   | 33,20                                   |
| Lucio Pedroza                                             |                                         | Unión Cívica Radical Intransigente      | 901                                     | 26,47                                   |
| Felipe Santiago Castro                                    |                                         | Unión Cívica Radical del Pueblo         | 484                                     | 14,22                                   |
| Antonio S. Cordero                                        |                                         | Concentración Demócrata                 | 459                                     | 13,48                                   |
| Alberto Daniel Olivera                                    |                                         | Unión Cívica Radical Cruzada Renovadora | 411                                     | 12,07                                   |
| Julio Dorgan                                              |                                         | Partido Demócrata Cristiano             | 19                                      | 0,56                                    |
|                                                           |                                         |                                         |                                         |                                         |
| Votos positivos                                           | Votos positivos                         | Votos positivos                         | 3.404                                   |                                         |
| 18.ª Circunscripción, Sarmiento 1 Diputado                |                                         |                                         |                                         |                                         |
| Candidato                                                 | Partido                                 | Partido                                 | Votos                                   | %                                       |
| Enrique Gerónimo Putelli                                  |                                         | Unión Cívica Radical Bloquista          | 1.142                                   | 33,29                                   |
| Francisco García Ruiz                                     |                                         | Unión Cívica Radical Intransigente      | 1.002                                   | 29,21                                   |
| Ramón Fulgencio Sánchez                                   |                                         | Unión Cívica Radical del Pueblo         | 613                                     | 17,87                                   |
| Francisco Villalobos A.                                   |                                         | Concentración Demócrata                 | 343                                     | 10,00                                   |
| Juan Aranda Quinteros                                     |                                         | Unión Cívica Radical Cruzada Renovadora | 321                                     | 9,36                                    |
| Luis Francisco Solera                                     |                                         | Partido Demócrata Cristiano             | 9                                       | 0,26                                    |
|                                                           |                                         |                                         |                                         |                                         |
| Votos positivos                                           | Votos positivos                         | Votos positivos                         | 3.430                                   |                                         |
| 19.ª Circunscripción, Sarmiento 1 Diputado                |                                         |                                         |                                         |                                         |
| Candidato                                                 | Partido                                 | Partido                                 | Votos                                   | %                                       |
| Antonio González                                          |                                         | Unión Cívica Radical Intransigente      | 338                                     | 31,83                                   |
| Emeterio Navas Rabino                                     |                                         | Unión Cívica Radical Bloquista          | 251                                     | 23,63                                   |
| Eduardo O. Maturano                                       |                                         | Concentración Demócrata                 | 213                                     | 20,06                                   |
| José Berenguer                                            |                                         | Unión Cívica Radical Cruzada Renovadora | 150                                     | 14,12                                   |
| Alejandro González                                        |                                         | Unión Cívica Radical del Pueblo         | 108                                     | 10,17                                   |
| José Fernando Ciancio                                     |                                         | Partido Demócrata Cristiano             | 2                                       | 0,19                                    |
|                                                           |                                         |                                         |                                         |                                         |
| Votos positivos                                           | Votos positivos                         | Votos positivos                         | 1.062                                   |                                         |
| 20.ª Circunscripción, 25 de Mayo 1 Diputado               |                                         |                                         |                                         |                                         |
| Candidato                                                 | Partido                                 | Partido                                 | Votos                                   | %                                       |
| Humberto Domínguez                                        |                                         | Unión Cívica Radical Bloquista          | 1.869                                   | 39,40                                   |
| Santiago Valentín Casú                                    |                                         | Unión Cívica Radical del Pueblo         | 1.123                                   | 23,67                                   |
| Miguel Ángel Orihuela                                     |                                         | Unión Cívica Radical Intransigente      | 924                                     | 19,48                                   |
| Elías Manzur                                              |                                         | Concentración Demócrata                 | 417                                     | 8,79                                    |
| Ángel Abraham                                             |                                         | Unión Cívica Radical Cruzada Renovadora | 393                                     | 8,28                                    |
| Josué Barros                                              |                                         | Partido Demócrata Cristiano             | 18                                      | 0,38                                    |
|                                                           |                                         |                                         |                                         |                                         |
| Votos positivos                                           | Votos positivos                         | Votos positivos                         | 4.744                                   |                                         |
| 21ª Circunscripción, Albardón 1 Diputado                  |                                         |                                         |                                         |                                         |
| Candidato                                                 | Partido                                 | Partido                                 | Votos                                   | %                                       |
| Rolando Argentino Sánchez                                 |                                         | Unión Cívica Radical del Pueblo         | 1.204                                   | 38,47                                   |
| Paulino Montaña                                           |                                         | Unión Cívica Radical Bloquista          | 737                                     | 23,55                                   |
| Alfredo T. Montilla                                       |                                         | Concentración Demócrata                 | 581                                     | 18,56                                   |
| Carlos Osvaldo Casívar                                    |                                         | Unión Cívica Radical Intransigente      | 448                                     | 14,31                                   |
| Franciso Salvador Nadal                                   |                                         | Unión Cívica Radical Cruzada Renovadora | 126                                     | 4,03                                    |
| José Pappaianni                                           |                                         | Partido Demócrata Cristiano             | 34                                      | 1,09                                    |
|                                                           |                                         |                                         |                                         |                                         |
| Votos positivos                                           | Votos positivos                         | Votos positivos                         | 3.130                                   |                                         |
| 22ª Circunscripción, Albardón 1 Diputado                  |                                         |                                         |                                         |                                         |
| Candidato                                                 | Partido                                 | Partido                                 | Votos                                   | %                                       |
| Eduardo Puertas                                           |                                         | Unión Cívica Radical Bloquista          | 1.047                                   | 29,17                                   |
| Adolfo Gustavo Sánchez                                    |                                         | Unión Cívica Radical Intransigente      | 873                                     | 24,32                                   |
| Carlos Teófilo Alonso                                     |                                         | Unión Cívica Radical del Pueblo         | 842                                     | 23,46                                   |
| Lucrecia Magdalena Devoto                                 |                                         | Concentración Demócrata                 | 534                                     | 14,88                                   |
| Juan Carlos García                                        |                                         | Unión Cívica Radical Cruzada Renovadora | 257                                     | 7,16                                    |
| Agustín José Padín                                        |                                         | Partido Demócrata Cristiano             | 36                                      | 1,00                                    |
|                                                           |                                         |                                         |                                         |                                         |
| Votos positivos                                           | Votos positivos                         | Votos positivos                         | 3.589                                   |                                         |
| 23ª Circunscripción, Valle Fértil 1 Diputado              |                                         |                                         |                                         |                                         |
| Candidato                                                 | Partido                                 | Partido                                 | Votos                                   | %                                       |
| Ramón N. Chanquía                                         |                                         | Unión Cívica Radical Bloquista          | 583                                     | 33,13                                   |
| Eduardo Escales                                           |                                         | Unión Cívica Radical del Pueblo         | 457                                     | 25,97                                   |
| Salvador Olmedon Yanzón                                   |                                         | Unión Cívica Radical Intransigente      | 421                                     | 23,92                                   |
| Alicia C. de Godoy                                        |                                         | Concentración Demócrata                 | 159                                     | 9,03                                    |
| Feliza Octaviana Herrera                                  |                                         | Unión Cívica Radical Cruzada Renovadora | 124                                     | 7,05                                    |
| José Severiano Nieto                                      |                                         | Partido Demócrata Cristiano             | 16                                      | 0,91                                    |
|                                                           |                                         |                                         |                                         |                                         |
| Votos positivos                                           | Votos positivos                         | Votos positivos                         | 1.760                                   |                                         |
| 24ª Circunscripción, Calingasta 1 Diputado                |                                         |                                         |                                         |                                         |
| Candidato                                                 | Partido                                 | Partido                                 | Votos                                   | %                                       |
| Aldo Hermes Nereo Cantoni                                 |                                         | Unión Cívica Radical Bloquista          | 787                                     | 38,39                                   |
| Oscar Enrique Bazán                                       |                                         | Unión Cívica Radical Intransigente      | 739                                     | 36,05                                   |
| Tomás Paños                                               |                                         | Unión Cívica Radical del Pueblo         | 329                                     | 16,05                                   |
| Francisco Merino                                          |                                         | Concentración Demócrata                 | 103                                     | 5,02                                    |
| Miguel Casas                                              |                                         | Unión Cívica Radical Cruzada Renovadora | 87                                      | 4,24                                    |
| Héctor Segundo Anzorena                                   |                                         | Partido Demócrata Cristiano             | 5                                       | 0,24                                    |
|                                                           |                                         |                                         |                                         |                                         |
| Votos positivos                                           | Votos positivos                         | Votos positivos                         | 2.050                                   |                                         |
| 25ª Circunscripción, Rivadavia, Zonda y Ullum 1 Diputado  |                                         |                                         |                                         |                                         |
| Candidato                                                 | Partido                                 | Partido                                 | Votos                                   | %                                       |
| César Yunes                                               |                                         | Unión Cívica Radical Bloquista          | 4.421                                   | 37,42                                   |
| Rubén Antonio Hidalgo                                     |                                         | Unión Cívica Radical Intransigente      | 3.083                                   | 26,10                                   |
| Néstor Reynaldo Molina                                    |                                         | Unión Cívica Radical Cruzada Renovadora | 2.042                                   | 17,28                                   |
| Luis Alberto Raimundo                                     |                                         | Unión Cívica Radical del Pueblo         | 1.099                                   | 9,30                                    |
| José M. Camargo                                           |                                         | Concentración Demócrata                 | 982                                     | 8,31                                    |
| José Rodríguez                                            |                                         | Partido Demócrata Cristiano             | 187                                     | 1,58                                    |
|                                                           |                                         |                                         |                                         |                                         |
| Votos positivos                                           | Votos positivos                         | Votos positivos                         | 11.814                                  |                                         |
| 26ª Circunscripción, Iglesia 1 Diputado                   |                                         |                                         |                                         |                                         |
| Candidato                                                 | Partido                                 | Partido                                 | Votos                                   | %                                       |
| Juan de Dios Pinto                                        |                                         | Unión Cívica Radical Bloquista          | 849                                     | 38,94                                   |
| Américo Massaccesi                                        |                                         | Unión Cívica Radical Intransigente      | 818                                     | 37,52                                   |
| Marcelo A. Pujador                                        |                                         | Concentración Demócrata                 | 335                                     | 15,37                                   |
| Euro Marino Cippitelli                                    |                                         | Unión Cívica Radical del Pueblo         | 109                                     | 5,00                                    |
| Francisco Humberto Díaz                                   |                                         | Unión Cívica Radical Cruzada Renovadora | 64                                      | 2,94                                    |
| Oscar Romero                                              |                                         | Partido Demócrata Cristiano             | 5                                       | 0,23                                    |
|                                                           |                                         |                                         |                                         |                                         |
| Votos positivos                                           | Votos positivos                         | Votos positivos                         | 2.180                                   |                                         |
| 27ª Circunscripción, Jáchal 1 Diputado                    |                                         |                                         |                                         |                                         |
| Candidato                                                 | Partido                                 | Partido                                 | Votos                                   | %                                       |
| Jorge Luis García                                         |                                         | Unión Cívica Radical Bloquista          | 1.783                                   | 44,47                                   |
| Luiz Félix Riveros                                        |                                         | Unión Cívica Radical Intransigente      | 1.117                                   | 27,86                                   |
| Carlos José M. Games                                      |                                         | Concentración Demócrata                 | 554                                     | 13,82                                   |
| Oscar Aníbal Cueli                                        |                                         | Unión Cívica Radical del Pueblo         | 386                                     | 9,63                                    |
| Santiago José Lopresti                                    |                                         | Unión Cívica Radical Cruzada Renovadora | 149                                     | 3,72                                    |
| Florentino Arias                                          |                                         | Partido Demócrata Cristiano             | 20                                      | 0,50                                    |
|                                                           |                                         |                                         |                                         |                                         |
| Votos positivos                                           | Votos positivos                         | Votos positivos                         | 4.009                                   |                                         |
| 28ª Circunscripción, Jáchal 1 Diputado                    |                                         |                                         |                                         |                                         |
| Candidato                                                 | Partido                                 | Partido                                 | Votos                                   | %                                       |
| Pedro José Baigorrí                                       |                                         | Unión Cívica Radical Bloquista          | 480                                     | 47,81                                   |
| María Luis G. de Giménez                                  |                                         | Unión Cívica Radical Intransigente      | 385                                     | 38,35                                   |
| André L. Remy                                             |                                         | Concentración Demócrata                 | 80                                      | 7,97                                    |
| Carlos Walter Sugasti                                     |                                         | Unión Cívica Radical Cruzada Renovadora | 42                                      | 4,18                                    |
| José Latuf                                                |                                         | Unión Cívica Radical del Pueblo         | 16                                      | 1,59                                    |
| Luis Aciar                                                |                                         | Partido Demócrata Cristiano             | 1                                       | 0,10                                    |
|                                                           |                                         |                                         |                                         |                                         |
| Votos positivos                                           | Votos positivos                         | Votos positivos                         | 1.004                                   |                                         |
| 29ª Circunscripción, Jáchal 1 Diputado                    |                                         |                                         |                                         |                                         |
| Candidato                                                 | Partido                                 | Partido                                 | Votos                                   | %                                       |
| Juan Carlos Malberti                                      |                                         | Unión Cívica Radical Bloquista          | 1.065                                   | 46,26                                   |
| Laudino H. Ortiz                                          |                                         | Unión Cívica Radical Intransigente      | 655                                     | 28,45                                   |
| Jorge Cordorniú                                           |                                         | Concentración Demócrata                 | 289                                     | 12,55                                   |
| Francisco Omar Aveta                                      |                                         | Unión Cívica Radical Cruzada Renovadora | 230                                     | 9,99                                    |
| Rogelio L. Alcayaga                                       |                                         | Unión Cívica Radical del Pueblo         | 59                                      | 2,56                                    |
| Arnobio Sosa                                              |                                         | Partido Demócrata Cristiano             | 4                                       | 0,17                                    |
|                                                           |                                         |                                         |                                         |                                         |
| Votos positivos                                           | Votos positivos                         | Votos positivos                         | 2.302                                   |                                         |
| 30ª Circunscripción, Jáchal 1 Diputado                    |                                         |                                         |                                         |                                         |
| Candidato                                                 | Partido                                 | Partido                                 | Votos                                   | %                                       |
| Francisco Catalino Karki                                  |                                         | Unión Cívica Radical Bloquista          | 563                                     | 50,54                                   |
| Pedro Pablo Figueroa                                      |                                         | Unión Cívica Radical Intransigente      | 330                                     | 29,62                                   |
| Claudio Espejo                                            |                                         | Unión Cívica Radical del Pueblo         | 136                                     | 12,21                                   |
| Ana María Gómez                                           |                                         | Unión Cívica Radical Cruzada Renovadora | 52                                      | 4,67                                    |
| Germán Zugasti                                            |                                         | Concentración Demócrata                 | 32                                      | 2,87                                    |
| Ramón A. Tapia                                            |                                         | Partido Demócrata Cristiano             | 1                                       | 0,09                                    |
|                                                           |                                         |                                         |                                         |                                         |
| Votos positivos                                           | Votos positivos                         | Votos positivos                         | 1.114                                   |                                         |